# Wilhelm Knop
Wilhelm Knop (Altenau, 28 juni 1817 – Leipzig, 28 januari 1891) was een Duits landbouw-scheikundige.

## Biografie
Knop studeerde natuurwetenschappen aan de Universiteit van Göttingen en Heidelberg. Hij was in 1844 de eerste die usninezuur isoleerde. Van 1847 tot 1856 studeerde hij techniek en natuurwetenschappen aan het handelsinstituut van Leipzig. In 1853 promoveerde hij aan de Universiteit van Leipzig op een proefschrift over de fysiologie van waterplanten. Aan deze universiteit was hij vanaf 1861 werkzaam als hoogleraar landbouwchemie. Van 1856 tot 1866 was hij eveneens hoofd van een wetenschappelijke afdeling van het Landwirtschaftlichen Versuchsstation Möckern bij Leipzig.
Knops werkterrein lag voornamelijk op het gebied van plantenfysiologie en meststoffen. Hij geldt als een van de grondleggers van de zogenaamde hydrocultuur, waarbij planten in water worden gekweekt.

## Publicaties
- Über das Verhalten einiger Wasserpflanzen zu Gasen (1853)
- Handbuch der chemischen Methoden (1859)
- Der Kreislauf des Stoffs. Lehrbuch der Agrikultur-Chemie (1868)
- Die Bonitirung der Ackererde (1871-1872)
- Ackererde und Culturpflanze (1883)